# NGC 3879
NGC 3879 ist eine Spiralgalaxie vom Hubble-Typ Sc im Sternbild Drache am Nordsternhimmel. Sie ist schätzungsweise 69 Millionen Lichtjahre von der Milchstraße entfernt und hat einen Durchmesser von etwa 50.000 Lichtjahren. 
Das Objekt wurde am 7. April 1793 von dem deutsch-britischen Astronomen Wilhelm Herschel entdeckt.